# Arcola Township (Illinois)
Pour les articles homonymes, voir Arcola.
Arcola Township est un township du comté de Douglas dans l'Illinois, aux États-Unis,. 

## Géographie
Le township couvre une superficie de 139,2 km2, dont 138,9 km2 de terres et 0,3 km2 de plans d’eau. Il est situé dans la partie centrale de l’Illinois, dans une zone majoritairement rurale. La ville d’Arcola est située à l’intérieur du township et en constitue le principal centre urbain.

## Histoire
Arcola Township a été officiellement créé le 5 novembre 1867. Comme d’autres townships de l’Illinois, il est issu du découpage administratif instauré au XIXe siècle pour gérer localement les territoires du comté. La région s’est développée grâce à l’agriculture et au passage de lignes de chemin de fer.

## Population
Selon le recensement de 2010, le township comptait 3 312 habitants. La population est majoritairement d’origine européenne, avec une communauté latino-américaine significative, en particulier d’origine mexicaine. L’économie locale est dominée par l’agriculture (maïs, soja) et des industries légères situées autour de la ville d’Arcola.

## Source de la traduction
- (en) Cet article est partiellement ou en totalité issu de l’article de Wikipédia en anglais intitulé « Arcola Township, Douglas County, Illinois » (voir la liste des auteurs).